# 马哈马·裘
马哈马·裘（英語：Mahama Cho，1989年8月16日—）生于科特迪瓦，是一名代表英国参赛的跆拳道运动员。他的父亲曾是一名跆拳道选手，并获得过非洲冠军。裘在童年时由祖母抚养，八岁时从科特迪瓦移居至英国伦敦，不久后便开始接触跆拳道。裘有一段时间曾参与足球运动，加入过埃里思镇足球俱乐部及达根汉姆和雷德布里奇足球俱乐部，17岁时他决定放弃足球运动，专攻跆拳道。2013年，他以外卡身份参加了第一届世界跆拳道大奖赛，结果获得男子80公斤以上级冠军。